# Varegørelse
Varegørelse er transformationen af goder og tjenester til varer. I marxistisk politisk økonomi opstår varegørelse når økonomisk værdi tildeles noget, der ikke tidligere blev betragtet i økonomisk termer, for eksempel en idé, identitet eller køn. Varegørelse refererer derfor til en udvidelse af markedet ind i hvad der tidligere var områder udenfor markedet.